# Grenzacher Horn
Das Grenzacher Horn, auch Grenzacher Hornfelsen, ist ein 352 Meter hoher markanter Kalkberg und regionaler Aussichtspunkt in Grenzach-Wyhlen im Landkreis Lörrach. Am Hornfelsen befindet sich die Wallburg Hornfels, die Mauerüberreste einer ehemaligen Höhenburg.

## Beschreibung
Das Grenzacher Horn gehört zum Dinkelberg und ist ein etwa 43 Hektar umfassendes Schutzgebiet unter dem Weinanbau betrieben wird. Der Felsen aus Muschelkalk liegt rund 100 Meter höher als die Ortschaft Grenzach und erlaubt einen weiteren Panoramablick auf den vorbeifließenden Rhein und die Agglomeration Basels. Teile des Felsens wurden früher als Muschelkalk-Steinbruch verwendet. Nach Südosten kann man bis zum Gempenplateau blicken. Das Grenzacher Horn bildet den südwestlichen Abschluss des Buchswald bei Grenzach, einem knapp 93 Hektar großen Naturschutzgebietes. Gleichzeitig ist das Grenzacher Horn selbst ein Landschaftsschutzgebiet (Kennung: 3.36.003). Die 6,4 Hektar umfassende Fläche wurde am 27. September 1937 unter diesen Schutzstatus gestellt. Der Hornfelsen von Grenzach ist auch am Rand des Oberrheinischen Grabenbruchs, der sich im Süden bis ins untere Birstal erstreckt.

In der Umgebung leiten sich diverse Einrichtungen namentlich vom Hornfelsen ab. Im benachbarten Riehen in der Schweiz trägt der Friedhof am Hörnli den Namen des Felsens. Auch der nahe, Ende der 1970er Jahre errichtete, Grenzübergang zwischen Riehen und Grenzach-Wyhlen (Grenze zwischen Deutschland und der Schweiz) heißt Zollamt Grenzacherhorn. Dazu sind einige Straßen in der Umgebung und eine Haltestelle nach dem Grenzacher Horn benannt.

## Geschichte
Der urkundlich 1275 erwähnte Ort Grenzach weist Siedlungsräume auf, die deutlich weiter zurück liegen. So fand man eine Abschnittsbefestigung auf dem Grenzacher Horn und sieben Hügelgraber auf dem Oberberg aus der Hallstattzeit.
Bis in die 1730er Jahre wurden am Grenzacher Horn Hinrichtungen vollstreckt. Eine Federstrichzeichnung von Matthäus Merian zeigt den Hinrichtungsort mit Blick auf Basel um 1623. Die erste urkundliche Erwähnung ist auf das Jahr 1358 datiert „nit dem Horn am Rhein un dem galgen“. In einer Urkunde von 1365 wird klar, dass es sich dabei um drei Galgen gehandelt hat „daz die von krentzach Drie galgen do gehebt hant und lüte dar An erhengket wurdent“.